# متغيرات الهيموجلوبين
متغيرات الهيموجلوبين  هي أشكال مطفرة أو متحولة من الهيموغلوبين في السكان (عادة من البشر)، الناجمة عن الاختلافات في الجينات. بعض متغيرات الهيموجلوبين تم اكتشافها والتعرف عليها مثل الأنيميا المنجلية، وهي المسؤولة عن الأمراض، وتعتبر إعتلال الهيموجلوبين. هناك بعض متغيرات الهيموجلوبين الأخرى لا تسبب الأمراض التي يمكن الكشف عنها، وبالتالي فهي تعتبر متغيرات غيرممرضة.
بعض أنواع الهيموجلوبين الطبيعي هي؛ الهيموجلوبين أ  (HbA) ويشكل %95 إلى 98% من الهيموجلوبين الموجود في البالغين، الهيموغلوبين 2أ  (HbA2)، والذي يمثل  2-3% من الهيموجلوبين الموجود في البالغين، الهيموجلوبين ف (HbF)، والذي يوجد في البالغين بنسبه  تصل إلى 2.5% وهو يعتبر الهيموجلوبين الأساسي للأجنة خلال فترة الحمل.
متغيرات الهيموجلوبين  تحدث عندما يكون هناك تغيرات جينية في جينات معينة، أو جينات الجلوبين (Globins), والتي  تسبب تغييرات أو تبدلات في الأحماض الأمينية. وبالتالي يمكن أن تؤثر على التالي:  بنية وسلوك الجين، معدل الإنتاج و/أو الإستقرار لذلك الجين. عادة ما تكون هناك أربعة من الجينات التي تشفر أو ترمز لبروتين ألفا جلوبين أو سلاسل ألفا جلوبين وجينين لتشفير أو ترميز بيتا غلوبين أو سلاسلل بيتا. إذا كان هناك تغير في جينات سلاسل ألفا جلوبين، وهي تعتبرالحالة الأكثر شيوعا في حالة مرض ألفا ثلاسيميا، مما يؤدي إلى الانخفاض في إنتاج هذا الجين. مستوى شدة ألفا ثلاسيميا يتم تحديده من قبل عدد الجينات التي تأثرت بالتغير.
متغيرات الهيموجلوبين  في معظم الأحيان تكون من الخصائص الموروثة. أولا، توريث جين بيتا الغير طبيعي (abnormal beta gene) يمكن ان يكون على شكل صفه متنحية. وهذا يعني أن الشخص الذي يرث هذا سوف يكون لديه نسختين من الجين المتغير. وبالتالي هذه الجينات يمكن أن تنتقل إلى النسل أو الاجيال القادمة. الطريقة التالية يمكن أن تكون موروثة على شكل  مغاير الزيجوت. وهذا يعني أن الشخص لديه نسخه من جين بيتا طبيعية ونسخه أخرى غير طبيعية. وفي هذه الحالة يكون الشخص ناقل لالهيموجوبين المتغير ويورثه للاجيال القادمة ولكن لاتظهر عليه أعراض المرض أو أي مخاوف صحية. في هذه الحالة فقط الجين الشاذ أو المتغير يمكن أن ينتقل إلى الأبناء. طريقة أخرى لتوريث جينات بيتا هي على شكل متماثل الزيجوت. وهذا يعني أن الشخص لديه اثنين من جينات بيتا غير طبيعية. في هذه الحالة الشخص يننتج الهيموغلوبين المتغير وقد يعاني من الأعراض والمضاعفات التي ترتبط مع الهيموجلوبين المتغير لديهم. خطورة الحالة تعتمد بشكل اساسي على نوع  الطفرة الجينية وقد تختلف من شخص إلى آخر. من المرجح وبشدة أن تنتقل النسخ الغير طبيعية من جينات بيتا إلى النسل.
بجانب القائمة الطويله من متغيرات الهيموجلوبين الشائعة، هناك بعض المتغيرات التي هي أقل شيوعا. هذه المتغيرات تعتبر صامتة ( silent)، مما يعني أن هذه المتغيرات ليس لها علامات أو أعراض. وعادة ما يؤثر على الأداء الوظيفي و/أو استقرار جزيء الهيموجلوبين. في معظم الحالات هذه المتغيرات هي طفرات في جينات ألفا جلوبين التي تؤدي إلى إنتاج سلاسل الفا طويله غير طبيعية، وجزيئات هيموجلوبين غير مستقرة.
الهيموغلوبين  HbF) F)  هو الهيموجلوبين الأساسي التي ينتجها الجنين.  هذا النوع من الهيموغلوبين ينقل الأكسجين بكفاءة في البيئة المنخفضة الأوكسجين.  ويتوقف إنتاج هذا الهيموغلوبين من الولادة ويستمر الهموجلوبين F في النقصان إلى عمر سنه أو سنتين. في حالة مرضى بيتا-ثلاسيميا مستوى الهموجلوبين F يترواح بين الطبيعي إلى مرتفع. وفي العادة يزيد عند الاشخاص الذين يعانون من فقر الدم المنجلي فقر الدم وفقر الدم المنجلي-بيتا ثلاسيميا. الأشخاص الذين لديهم  الخلية المنجلية وزيادة في مستوى Hb F يكون حالة المرض أكثر اعتدالا. هناك حالة نادرة تسمى وراثية استمرار الهيموغلوبين الجنيني  (HPFH). و هم اشخاص يعانون من زياده مستوى Hb F وهي عباره عن مجموعه من الاضطرابات التي يصاحبها زيادة في مستوى الهيموغلوبين F  بدون علامات أو أعراض سريرية من الثلاسيميا. بعض المجموعات العرقية المختلفة لديها مختلف الطفرات التي تسبب HPFH.
 يمكن أيضا زيادة Hb F  عن طريق الظروف المكتسبة التي تنطوي على خلايا الدم الحمراء. ارتفاع مستوى الهيموجلوبين F يرتبط أيضا مع سرطان الدم واضطرابات التكاثر النقيي.
الهيموجلوبين HbH) H) يزيد من انجذاب الأكسجين. وهذا يعني أنه يمسك الأكسجين بدلا من إطلاقه في الأنسجة والخلايا. HbH عادة ما يحدث في بعض ألفا-الثلاسيميا ويتكون من أربعة سلاسل بيتا-غلوبين (البروتين). هذا الهيموجلوبين المتغيرهو عادة ينتج  كنوع من الاستجابة إلى النقص الحاد في سلاسل ألفا، وعادة ما ينتج عنه أداء وظيفي غير طبيعي لسلاسل بيتا.

## قائمة متغيرات الهيموغلوبين المعروفة

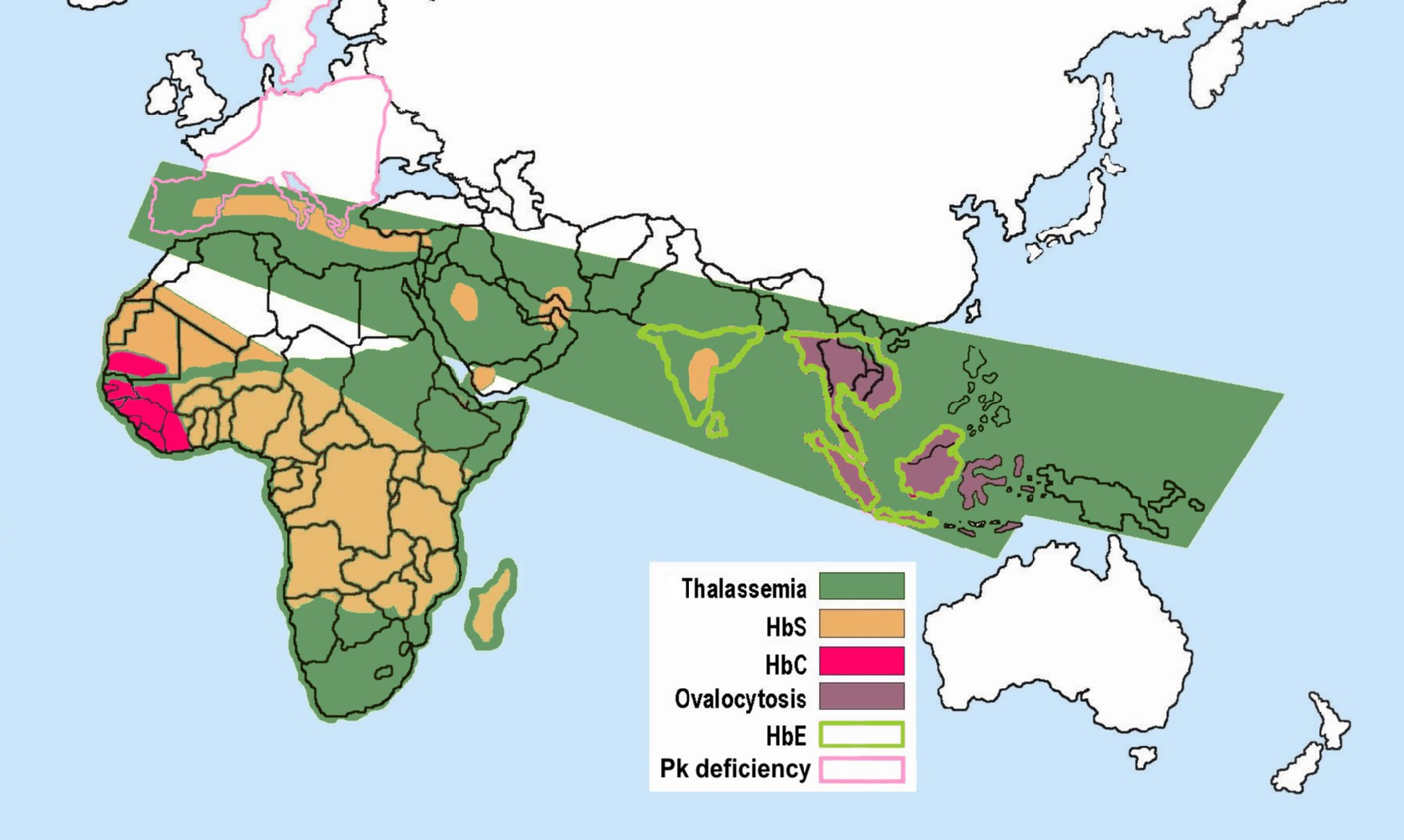
التوزيع العالمي لتشوهات خلايا الدم الحمراء

- Hb Kansas[1][2]
- Hb S
- Hb C
- Hb E
- Hb D-Punjab
- Hb O-Arab
- Hb G-Philadelphia
- Hb Hasharon
- Hb Lepore
- Hb M
- Hb F
- Hb Hope
- Hb Pisa
- Hb J
- Hb N-Baltimore

## روابط خارجيه
- A syllabus of hemoglobin variants
- Understanding hemoglobin variants